# Modulo di compressibilità

Compressione uniforme

Il modulo di compressibilità (o modulo di comprimibilità, modulo di massa o modulo di bulk) di una sostanza è l'aumento della densità provocato da una compressione. È definito come l'incremento di pressione necessario a causare un relativo incremento di densità secondo la relazione:
{\displaystyle K=\rho {\frac {\partial p}{\partial \rho }}}
dove {\displaystyle K} è appunto il modulo di compressibilità, {\displaystyle p} la pressione e {\displaystyle \rho } la densità.
L'inverso del modulo di compressibilità è il coefficiente di comprimibilità cubica.
Altre grandezze simili descrivono la risposta del materiale (deformazione) ad altri tipi di stress: il modulo di taglio descrive la risposta a deformazioni tangenziali, il modulo di Young quella a deformazioni lineari. Per un fluido è significativo solo il modulo di compressibilità.
Per un solido anisotropo (ad esempio il legno o la carta), queste tre grandezze non sono sufficienti per descrivere la deformazione, e si deve usare la generalizzazione della legge di Hooke in forma tensoriale.

## Relazioni termodinamiche
Il modulo di compressibilità è una quantità termodinamica, e se ne deve specificare la dipendenza dalla temperatura; in particolare si può definire un modulo di compressibilità a temperatura costante ({\displaystyle K_{T}}) o a entropia costante ({\displaystyle K_{S}}, in caso di trasformazione adiabatica). In pratica tale distinzione è rilevante soltanto per i gas, molto poco per i liquidi ed ancor meno per i solidi.
In un gas ideale {\displaystyle K_{S}} è dato da 
{\displaystyle K_{S}=\gamma p}
dove {\displaystyle \gamma } è il coefficiente di dilatazione adiabatica e p la pressione.
In un fluido il modulo di compressibilità e la densità di massa determinano la velocità del suono c secondo la relazione
{\displaystyle c={\sqrt {\frac {K}{\rho }}}}
In un solido si deve considerare una relazione analoga usando il modulo di Young per le onde longitudinali e il modulo di taglio per quelle trasversali.

## Modulo di compressibilità per alcuni materiali
Modulo di compressibilità K approssimato per materiali comuni:
| Materiale   | Compressibiltà                                |
| ----------- | --------------------------------------------- |
| Vetro       | 35-55 GPa                                     |
| Acciaio     | 210 GPa                                       |
| Diamante    | 442 GPa                                       |
| Acqua       | 2,2 GPa (il valore aumenta ad alte pressioni) |
| Aria        | 0,142 MPa                                     |
| Elio solido | 50 MPa                                        |